# Ploubezre
Ploubezre är en kommun i departementet Côtes-d'Armor i regionen Bretagne i nordvästra Frankrike. Kommunen ligger i kantonen Lannion som tillhör arrondissementet Lannion. År 2022 hade Ploubezre 3 741 invånare.

## Befolkningsutveckling
Antalet invånare i kommunen Ploubezre
Referens:INSEE